# Пик Ленина
Пик Ленина (до 1928 года — пик Кауфмана; в Таджикистане с 2006 — Пик имени Абу Али ибн Сины) — горная вершина Алайского района на границе Кыргызстана (Алайский район Ошской обл.) и Таджикистана (Мургабский район Горно-Бадахшанской авт. обл.). Один из «семитысячников» — высочайших вершин бывшего СССР. Одна из высочайших вершин Центральной Азии, находящаяся в горной системе Памира (7134 м).

## История
Вершина была впервые описана в научной литературе в 1871 году русским географом и путешественником Алексеем Павловичем Федченко, который и назвал её в честь Константина Петровича Кауфмана — генерал-губернатора Туркестана. В 1928 году с установлением новой власти пик был переименован в пик Ленина.
До 1928 года этот пик считался высочайшей вершиной Памира и СССР, пока после топографической съёмки в районе Центрального Памира не было установлено, что доселе неизвестная вершина, названная позднее пиком Сталина, выше, чем пик Ленина.
Первое восхождение на пик было совершено немецкими альпинистами Карлом Вином, Ойгеном Алльвайном и Эрвином Шнайдером в рамках советско-германской экспедиции 1928 года.
8 сентября 1934 года было совершено первое восхождение советскими альпинистами — В. М. Абалаковым, К. Чернухой и И. Лукиным. Они поднялись на вершину через скалы, позже получившие имя Липкина. На вершине был установлен тур, обвитый алым сукном, а на верху его — бюст В. И. Ленина.
В 1958 году на его вершину поднялась первая женщина — советская альпинистка Екатерина Мамлеева.
Всего на вершину проложено 16 альпинистских маршрутов. Девять по южному склону и семь по северному, классическим считается маршрут с севера через вершину Раздельная (6148 метров). Классический маршрут не требует особых навыков и огромного альпинистского опыта восходителя, из-за чего пик Ленина считается самым доступным семитысячником.
13 июля 1990 года с пика Ленина сорвался гигантский ледник, лавина уничтожила альпинистскую стоянку. Во времена СССР это была самая масштабная трагедия по числу погибших в истории альпинизма, погибли 43 человека.
4 июля 2006 года постановлением правительства Таджикистана пик Ленина был переименован в пик имени Абу Али ибн Сины.
26 октября 2017 года президент Кыргызстана Алмазбек Атамбаев своим указом рекомендовал депутатам Жогорку Кенеша принять закон о переименовании пика Ленина в пик Манаса.

#### Прыжки на пик Ленина
27 июля 1968 года впервые в истории мирового парашютного спорта на одну из высочайших вершин Памира, — пик Ленина (7134 метра), — был выброшен десант советских парашютистов. В прыжке приняло участие 46 человек: 36 солдат срочной службы и 10 парашютистов-асов. Уникальная акция совершалась на стыке научных и технических открытий, проходила под чутким руководством военных и обещала стать мировой сенсацией. Так бы оно и случилось, если бы не произошло трагедии. Погибло четыре парашютиста: старшина Владимир Мекаев, рядовой Юрий Юматов, ст.сержант Валерий Глаголев, инструктор Вячеслав Томарович.
Спустя 35 лет в 2003 году шестеро российских парашютистов совершили удачный десант на вершину пика Ленина.

## Галерея

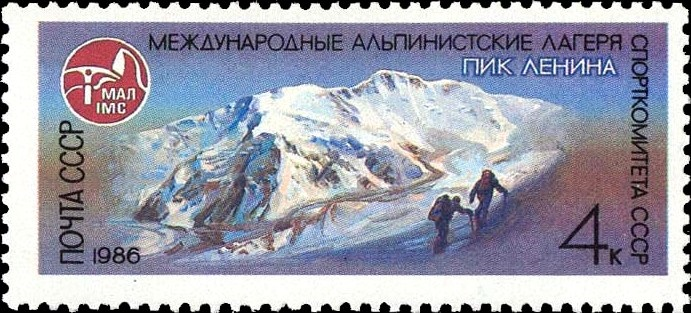
Пик Ленина на почтовой марке СССР 1986 года
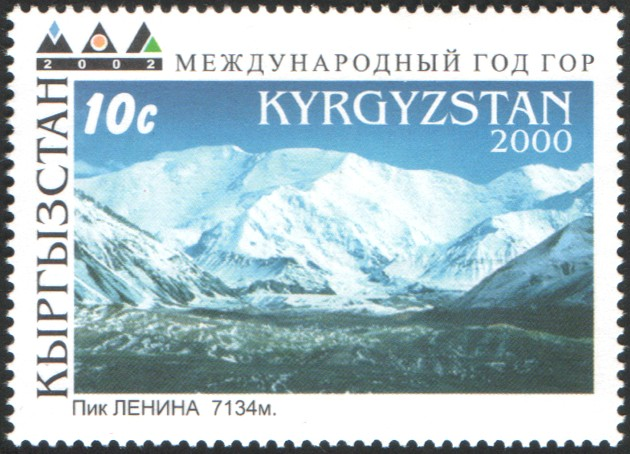
Пик Ленина на почтовой марке Кыргызстана 2000 года
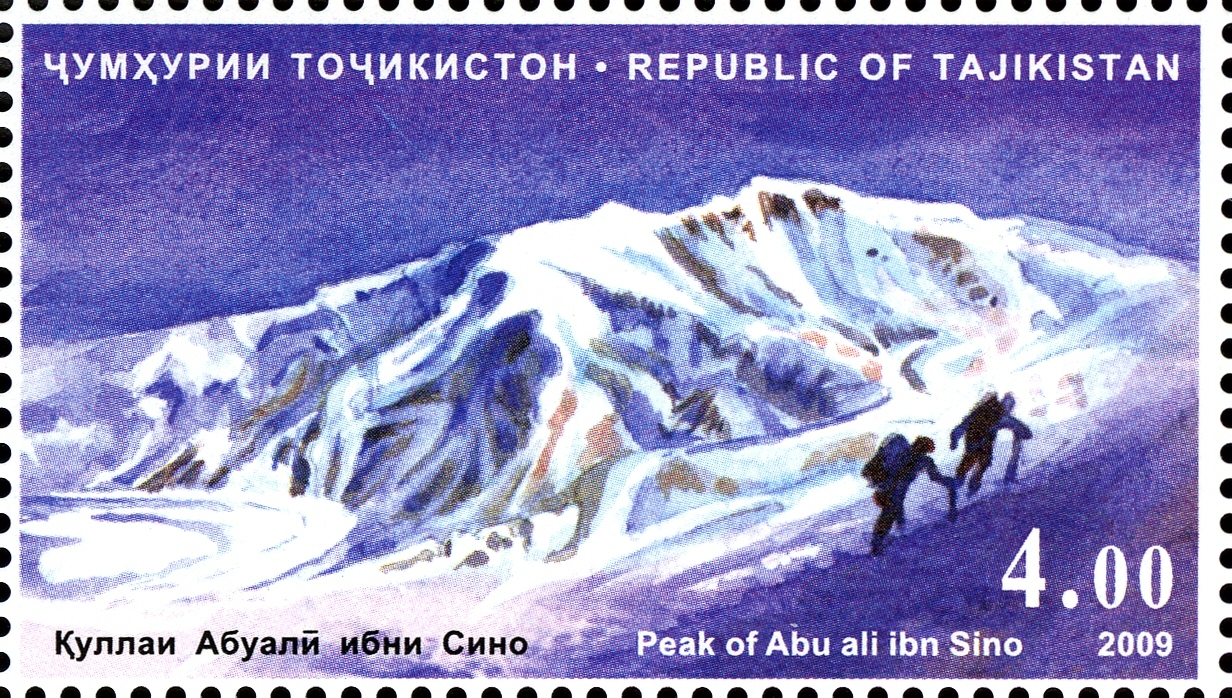
Пик Абу али ибн-Сино на почтовой марке Таджикистана 2009 года
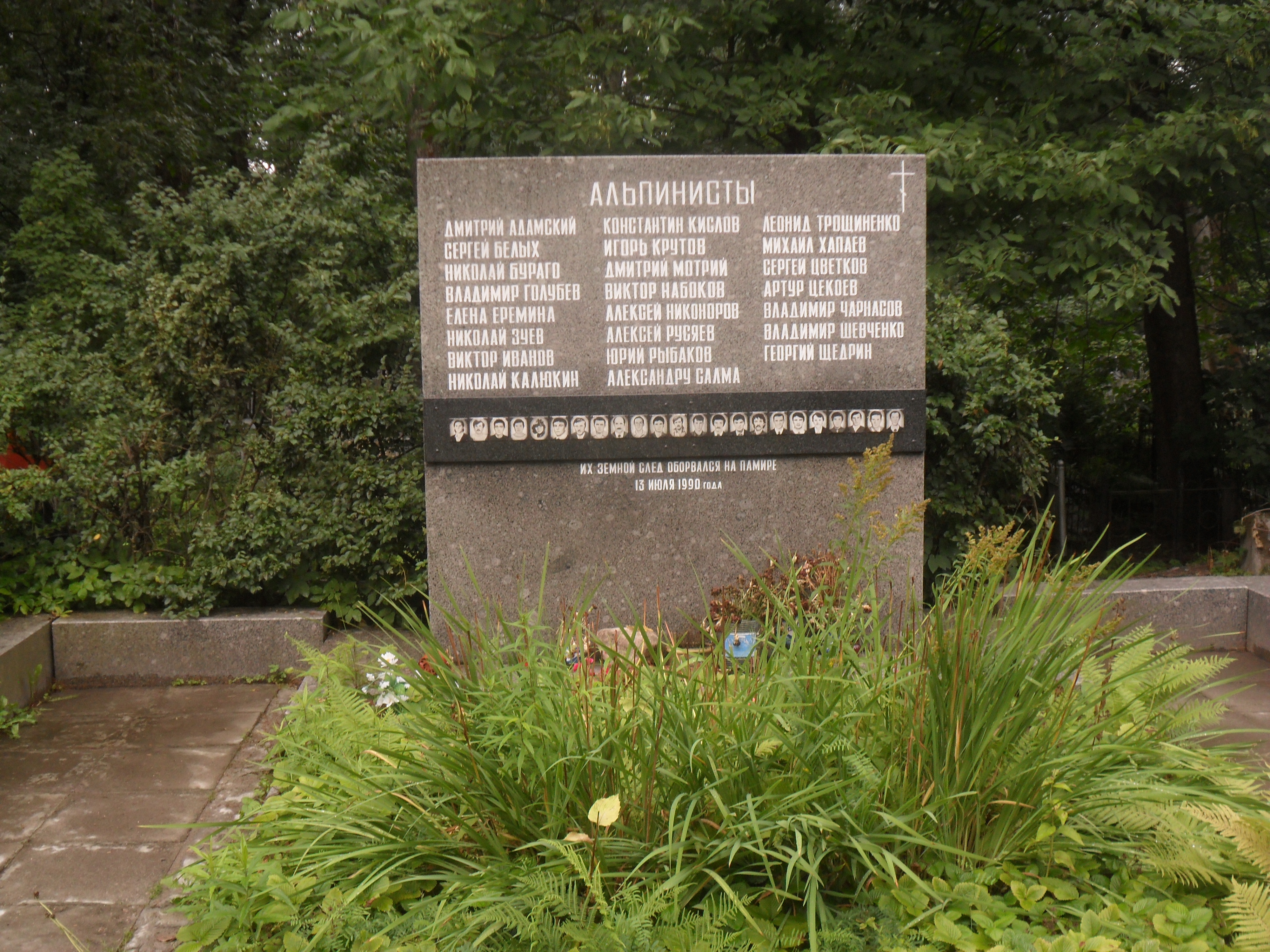
Памятный знак на Серафимовском кладбище Санкт-Петербурга
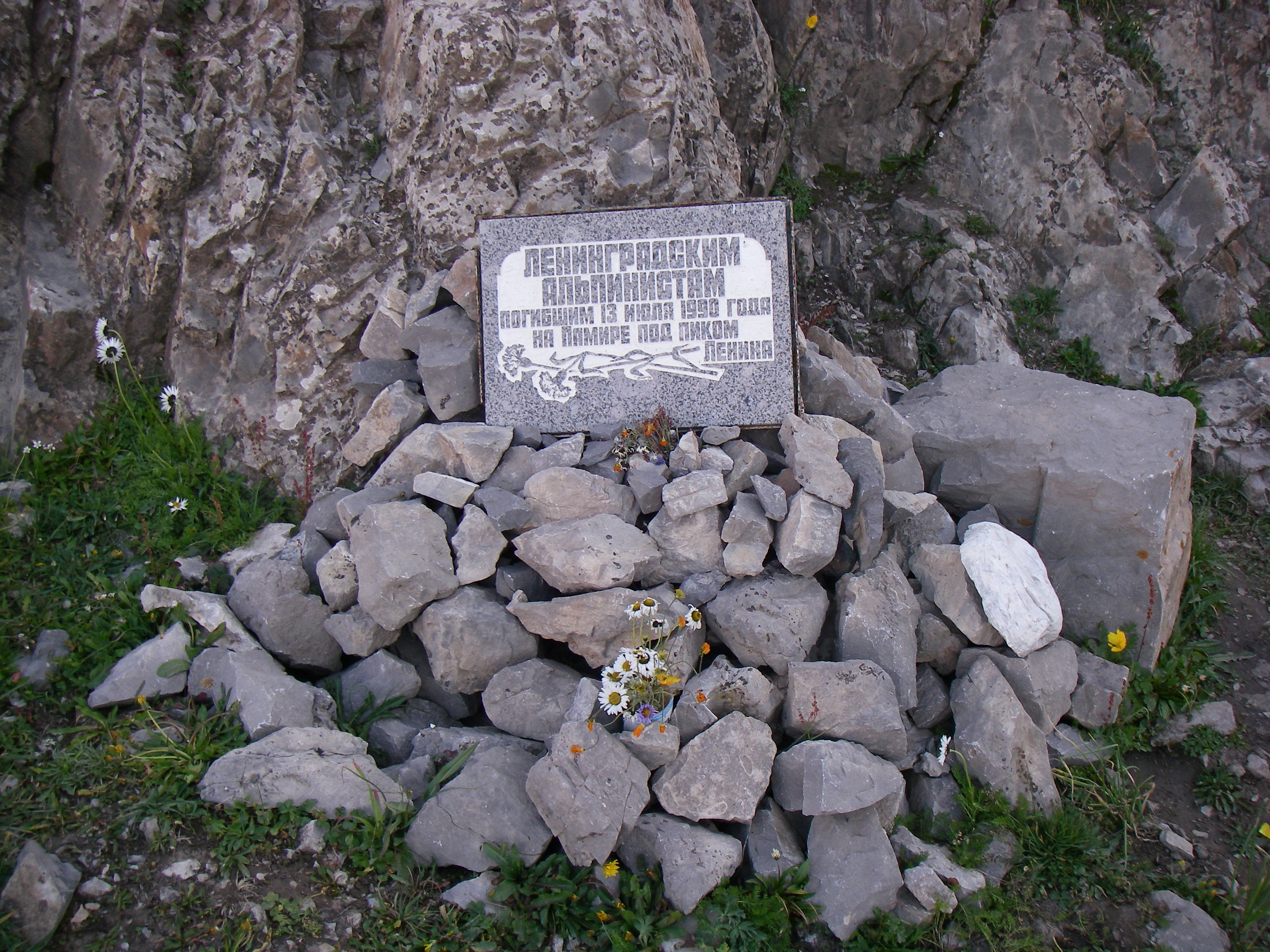
Мемориальная табличка на Луковой поляне